# Gàmbia Holandesa
Gàmbia Holandesa és el nom donat als establiments holandesos del riu Gàmbia, que van existir únicament entre 1659 i 1661.
L'explotació comercial de la regió havia estat concedida ja el 1588 per la reina Elisabet I d'Anglaterra a la Companyia de Mercaders de Devon i Londres, que no van arribar a emprendre cap acció per explotar la zona, i després pel rei d'Anglaterra Jaume I, el 1618, a una Companyia d'Aventurers de Londres, però foren els curlandesos els que de manera efectiva es van establir primer a la regió el 1651. Vegeu Gàmbia Curlandesa.
Les possessions curlandeses a l'entorn del riu Gàmbia (tres fortaleses) foren ocupades pels holandesos del departament d'Amsterdam de la Companyia Holandesa de les Índies Occidentals, el 4 de febrer de 1659 i en els dies següents, en el marc de les Guerres del Nord. A començaments del 1660 pirates al servei de Suècia es van apoderar d'aquestes possessions, però les van acabar venent al departament de Groningen de la mateixa Companyia Holandesa de les Índies Occidentals.
Els comerciants de Groningen van reconèixer i considerar els establiments encara com a propietat del duc de Curlàndia i els van restituir als curlandesos el 10 de juny de 1660. Els holandesos contraris a això van intentar el 3 de juliol de 1660 reprendre Fort Jacob, a l'illa de Sant Andreu (avui illa de Kunta Kinteh), Fort Bayona (avui a Banjul) i Fort Jillifree, modern Juffureh, a la riba nord del riu Gàmbia, però es van trobar amb una resistència militar dels vilatans que estaven en bones relacions amb els curlandesos i finalment van desistir el 2 d'agost de 1660. Això va fer possible que el governador curlandès Otto Stiel recuperés el control de les possessions curlandeses. Però els holandesos van atacar llavors diverses possessions britàniques entre les quals Cape Corse a la Costa d'Or. Els anglesos van iniciar immediatament la reconquesta: Jaume duc de York, president de la Companyia d'Aventurers Reials Comerciant a Àfrica va enviar a l'almirall Robert Holmes amb quatre fragates i amb ordres d'exercir represàlies. Holmes va intimar als holandesos a rendir alguns dels seus forts, i el conflicte va seguir entre les flotes anglesa i holandesa, i finalment Holmes, després d'uns dies de setge, va ocupar el Fort Jakob i altres possessions del riu Gàmbia (19 de març de 1661) que de fet pertanyien al ducat de Curlàndia però que els britànics van ocupar per considerar-les en l'òrbita holandesa, ja que havien caigut en mans dels holandesos i tot i que havien estat retornades els curlandesos i holandesos mantenien bones relacions. Fort Jakob fou rebatejat Fort James (del nom del duc de York). L'administració d'aquestes possessions fou assignada a la Companyia Reial d'Aventurers a l'Àfrica.
El 17 de novembre de 1664 curlandesos i holandesos van renunciar finalment als establiments del Gàmbia en favor de la Gran Bretanya.